# Tersilochus kerzhneri
Tersilochus kerzhneri là một loài tò vò trong họ Ichneumonidae.